# Ultimo stadio (film 1988)
Ultimo stadio (The Firm) è un film per la televisione del 1988 diretto da Alan Clarke.
In Italia il film fu trasmesso nel 1990 su Canale 5.

## Trama
Londra fine anni 'Ottanta. Bex, agente immobiliare e padre di famiglia, è un capo di una frangia facinorosa di tifosi della squadra del Westham, in accesa rivalità con un'omologa capeggiata da un suo coetaneo detto lo Yeti.

Con l'abolizione del veto di partecipazione dei club britannici alle competizioni internazionali, deciso dall'allora Primo Ministro, Bex si vede soffiare dal rivale la rappresentanza dei sostenitori.
Una spedizione punitiva presso la sede dello Yeti finisce in tragedia, con il protagonista ucciso da un colpo di pistola.
 Un'intervista ai suoi amici, che ne esaltano la figura e il carisma, proclamando che nessun provvedimento di legge stroncherebbe lo spirito di hoolighan, degenera in un'aggressione alla troupe. Nella sequenza finale gli attori sembrano rompere la "Quarta parete", quasi ad intendere il realismo di quanto è stato narrato nel film.

## Produzione
Realizzato nel 1988, tre anni dopo la strage dell'Heysel, il film mostra la realtà britannica di un lavoratore in apparenza inserito socialmente, che si trasforma in un fanatico esagitato violento.